# Nabawan
Nabawan ist eine Kleinstadt im malaysischen Bundesstaat Sabah. Sie gehört zum gleichnamigen Verwaltungsbezirk (Distrikt Nabawan) und liegt 110 Kilometer (Luftlinie) südöstlich der Hauptstadt Kota Kinabalu. Die Stadt ist Teil des Gebietes Interior Division, das die Distrikte Beaufort, Keningau, Kuala Penyu, Nabawan, Sipitang, Tambunan und Tenom umfasst.

## Geographie
Die Stadt Nabawan liegt 300 m über dem Meeresspiegel. Die Kleinstadt liegt etwa 64 Kilometer von Keningau entfernt. Bis zur Hauptstadt Kota Kinabalu beträgt die Fahrstrecke 192 Kilometer. Nabawan ist über eine zweispurige Asphaltstraße an Sook und an Sapulut angebunden. Kleine Nebenstrecken innerhalb des Distrikts sind jedoch ohne Straßenbelag; staubig bei trockenem Wetter und matschig und rutschig in der nassen Jahreszeit.

## Geschichte
Im Frühjahr 1974 wurde die Verwaltung des damaligen Pensiangan District Office von Pensiangan in das frisch gegründete Nabawan verlegt. Mit dem Nabawan Scheme – einem Umsiedlungsplan der United Sabah National Organisation (USNO) – wurde versucht, Siedler in die einsame Gegend zu locken. Der Plan war nicht sonderlich erfolgreich. Zum einen war er schlecht organisiert, zum anderen berücksichtigte er nicht die traditionell engen Familienbindungen und nach einiger Zeit kehrten viele Siedler wieder in die Region um Pensiangan zurück. Die verbleibenden Siedler sahen sich der Herausforderung gegenüber, die Gegend von Grund auf zu entwickeln.
Den Fehlschlägen zum Trotz wurde im Jahr 1998/99 ein neues, einstöckiges Verwaltungsgebäude in Nabawan errichtet und mit einem Verwaltungsbeamten des mittleren Dienstes besetzt.

## Demographie
Die Bevölkerung der Stadt Nabawan beträgt laut der letzten Zählung im Jahr 2010 lediglich 576 Einwohner und besteht fast ausschließlich aus Murut, die die größte ethnische Gruppe stellen.

## Sehenswürdigkeiten

### Batu Punggul
Der Batu Punggul ist eine markante, aus dem Regenwald steil emporragende Felsformation, die eine wichtige Rolle in den Legenden der Murut spielt. Der Felsen befindet sich bei Kampong Tataluan. Um von Sepulut dorthin zu gelangen, ist eine 2–5-stündige Fahrt in einem Holzkanu mit Außenborder der Murut erforderlich.

### Kukuik Höhle
Die Kukuik Höhle ist in der Nähe von Kampong Salarom gelegen. Vermutlich stammt sie teilweise aus dem Zweiten Weltkrieg. Im Umkreis der Höhle wurden entsprechende Hinterlassenschaften und menschliche Skelette entdeckt.

### Salzwasserquelle
Die Salzwasserquelle befindet sich ebenfalls bei Kampong Salarom. Von der Siedlung aus erreicht man die Quelle nach einem einstündigen Fußmarsch durch den Dschungel. Das der Quelle entströmende Salzwasser ist reich an kristallinem Mineralsalz. Die Einwohner der Siedlung Salarom decken auch heute noch ihren Bedarf an Kochsalz aus dieser Quelle. Die Existenz der Salzwasserquelle wurde 1913 durch eine Prospektorengruppe der britischen Shell erstmals dokumentiert.